# عبدالله المحمد
عبدالله المحمد (عربی: عبدالله المحمد؛ زادهٔ ۱۲ مارس ۱۹۹۲) یک ورزشکار اهل عربستان سعودی است.
از باشگاه‌هایی که در آن بازی کرده‌است می‌توان به باشگاه فوتبال الفیصلی عربستان سعودی و باشگاه فوتبال الاهلی عربستان سعودی اشاره کرد.